# Тарпон-Спрінгс (Флорида)
Тарпон-Спрінгс (англ. Tarpon Springs) — місто (англ. city) в США, в окрузі Пінеллас штату Флорида. Населення — 25 117 осіб (2020).

## Географія
Тарпон-Спрінгс розташований за координатами 28°8′57″ пн. ш. 82°46′46″ зх. д. / 28.14917° пн. ш. 82.77944° зх. д. (28.149054, -82.779371).  За даними Бюро перепису населення США в 2010 році місто мало площу 44,79 км², з яких 23,60 км² — суходіл та 21,19 км² — водойми.

### Клімат
| Клімат : Тарпон-Спрінгс                                                  | Клімат : Тарпон-Спрінгс | Клімат : Тарпон-Спрінгс | Клімат : Тарпон-Спрінгс | Клімат : Тарпон-Спрінгс | Клімат : Тарпон-Спрінгс | Клімат : Тарпон-Спрінгс | Клімат : Тарпон-Спрінгс | Клімат : Тарпон-Спрінгс | Клімат : Тарпон-Спрінгс | Клімат : Тарпон-Спрінгс | Клімат : Тарпон-Спрінгс | Клімат : Тарпон-Спрінгс | Клімат : Тарпон-Спрінгс |
| Показник                                                                 | Січ.                    | Лют.                    | Бер.                    | Квіт.                   | Трав.                   | Черв.                   | Лип.                    | Серп.                   | Вер.                    | Жовт.                   | Лист.                   | Груд.                   | Рік                     |
| Абсолютний максимум, °C                                                  | 31,7                    | 31,7                    | 33,3                    | 33,3                    | 36,1                    | 37,8                    | 38,9                    | 37,2                    | 36,1                    | 34,4                    | 33,9                    | 31,1                    | 38,9                    |
| Середній максимум, °C                                                    | 22,2                    | 22,8                    | 25,0                    | 27,2                    | 30,6                    | 32,2                    | 32,8                    | 33,3                    | 32,2                    | 29,4                    | 26,1                    | 23,3                    | 28,3                    |
| Середній мінімум, °C                                                     | 10,0                    | 11,1                    | 13,3                    | 16,1                    | 19,4                    | 22,2                    | 23,3                    | 22,8                    | 22,2                    | 18,3                    | 14,4                    | 11,1                    | 17,2                    |
| Абсолютний мінімум, °C                                                   | −7,2                    | −5                      | −0,6                    | 2,8                     | 7,2                     | 10,6                    | 17,2                    | 17,8                    | 12,8                    | 5,6                     | −2,2                    | −7,2                    | −7,2                    |
| Норма опадів, мм                                                         | 81                      | 80                      | 98                      | 50                      | 77                      | 147                     | 180                     | 215                     | 184                     | 85                      | 60                      | 76                      | 1333                    |
| ------------------------------------------------------------------------ | ----------------------- | ----------------------- | ----------------------- | ----------------------- | ----------------------- | ----------------------- | ----------------------- | ----------------------- | ----------------------- | ----------------------- | ----------------------- | ----------------------- | ----------------------- |
| Джерело: http://www.intellicast.com/Local/History.aspx?location=USFL0484 |                         |                         |                         |                         |                         |                         |                         |                         |                         |                         |                         |                         |                         |

## Демографія
Згідно з переписом 2010 року, у місті мешкали 23 484 особи в 10 251 домогосподарстві у складі 6369 родин. Густота населення становила 524 особи/км².  Було 12433 помешкання (278/км²).
Расовий склад населення:
| - 88,1 % — білих - 6,4 % — чорних або афроамериканців - 1,4 % — азіатів - 0,3 % — корінних американців - 0,1 % — вихідців з тихоокеанських островів - 1,6 % — осіб інших рас |

До двох чи більше рас належало 2,1 %. Частка іспаномовних становила 7,3 % від усіх жителів.
За віковим діапазоном населення розподілялося таким чином: 18,3 % — особи молодші 18 років, 57,4 % — особи у віці 18—64 років, 24,3 % — особи у віці 65 років та старші. Медіана віку мешканця становила 48,4 року. На 100 осіб жіночої статі у місті припадало 92,4 чоловіків;  на 100 жінок у віці від 18 років та старших — 90,9 чоловіків також старших 18 років.
Середній дохід на одне домашнє господарство  становив 69 435 доларів США (медіана — 45 104), а середній дохід на одну сім'ю — 85 341 долар (медіана — 60 646). Медіана доходів становила 51 016 доларів для чоловіків та 41 912 долари для жінок. За межею бідності перебувало 14,0 % осіб, у тому числі 17,0 % дітей у віці до 18 років та 11,7 % осіб у віці 65 років та старших.
Цивільне працевлаштоване населення становило 9332 особи. Основні галузі зайнятості: освіта, охорона здоров'я та соціальна допомога — 23,4 %, роздрібна торгівля — 13,2 %, науковці, спеціалісти, менеджери — 12,2 %.